# Paderborn (powieść)
Paderborn – polski thriller kryminalny autorstwa Remigiusza Mroza, wydany w 2024 roku nakładem wydawnictwa Czwarta Strona. Kontynuacja powieści Langer.
Dzieło zostało najpopularniejszym audioserialem Audioteki w 2024 roku.

## Odbiór
Powieść zdobyła średnią ocenę 7.4/10 na portalu Lubimy Czytać, przy 2456 ocenach. Użytkownicy strony napisali ponad 300 opinii o książce.